# 乙前
乙前（おとまえ、生年不詳 - 没年は嘉応元年（1169年）から安元3年（1177年）まで諸説 2月19日）は、平安時代末期の女性。今様を歌う芸能者。後白河院の今様の師として知られる。最晩年は五条尼とも呼ばれた。

## 経歴
美濃国青墓宿（現在の岐阜県大垣市青墓付近）を拠点とした傀儡師目井の養女。12～13歳頃より目井と監物・源清経から今様を学び、彼らと共に都に上る。声が美しく、今様では名の知れた存在となったらしいが、全盛期の様子は伝わっていない。あまり弟子をとることもなく、比較的早期に引退して、五条あたりにひっそりと暮らしていた。保元の乱を経て再び今様に没頭し始めた後白河天皇が「年来、乙前の歌を何とか聴いてみたいと思っているのだが」と信西入道（藤原通憲）に相談、たまたま信西が乙前の子を召抱えていたことから、保元3年（1158年）正月中旬に対面し師弟の縁を結ぶ。その後は御所内に部屋を用意され、頻繁に召し出されて今様を伝授した。師弟関係は十数年に及んだが、84歳になった年の2月19日に病死した。市井の芸能者あるいは遊女の身分で、在位中の天皇、及び治天の君としての上皇であった後白河から、一貫して師として尊重され遇された。

## 逸話
- はじめて後白河院の呼び出しを受けた時、乙前は「引退して久しく、もう忘れてしまいましたし、年をとって見苦しいので」と固辞したが、院から何度も催促を受けてようやくやって来た。それまで人気のあった阿古丸という歌い手とは、かなり歌い方が違ったが、後白河院は乙前の歌こそ目井の正調を受け継いだものとして高く評価した[2]。後白河院が『梁塵秘抄』に収録した今様歌や、秘曲・大曲の多くは、次のように相承されたと見られる。

今様の大曲とされる『足柄』は、白河院の時代に、なびきが足柄明神の歌うのを聴いて子の四三に教えたものと伝承されていた。
- 乙前が病の床にあると聞いた後白河院は、自ら見舞いに訪れ、法華経を読み聞かせ、更に薬師如来を賛嘆する今様を歌った。

この歌は、かつて源清経が危篤に陥った時、目井が歌ってその命を救ったという、乙前にとって思い出深いものだった。
- ほどなくして乙前の死の知らせを聞いた後白河院は、その日から五十日間、朝に法華経、夕に阿弥陀経を読み、更に一周忌まで法華経を読み続けて供養した[* 5]が、乙前は経よりも今様を喜んでくれるだろうと思い直し、一周忌の日に乙前に習った限りの今様を夜通し歌い続けた。その頃、院に仕える女房の丹波は、たまたま御所を離れて里帰りしていたが、夢の中で院と乙前が今様を唱和する姿を見たという。院はそれ以来、乙前の命日には欠かさず今様を歌って後世を弔った[2]。